# La conferenza
La conferenza (Die Wannseekonferenz) è un film per la televisione del 2022 diretto da Matti Geschonneck.

## Trama
(Prologo)
La pellicola è stata realizzata in occasione dell'80º anniversario della storica Conferenza di Wannsee, in cui rappresentanti di alto rango del regime nazista tedesco si incontrarono il 20 gennaio 1942 in una villa che dà sul lago Großer Wannsee, a sud-ovest di Berlino, e il cui scopo era la discussione della cosiddetta soluzione finale della questione ebraica. Solo una copia del verbale della conferenza è stata trovata dopo la fine della guerra, dato che le altre erano state distrutte per cancellare ogni traccia: la ricostruzione del film si basa quindi su quest'unica copia esistente.
Alla conferenza presero parte Adolf Eichmann, Karl Eberhard Schöngarth, Erich Neumann, Gerhard Klopfer, Heinrich Müller, Wilhelm Stuckart, Alfred Meyer, Roland Freisler, Rudolf Lange, Friedrich Wilhelm Kritzinger, Josef Bühler, Otto Hofmann, Martin Luther e Georg Leibbrandt.

## Distribuzione
Il film è stato trasmesso in prima visione in Germania sul canale ZDF il 24 gennaio 2022, mentre in Italia è andato in onda su Rai 3 cinque giorni dopo.

## Riconoscimenti
- 2022 — Premio Romy[2]
  - Attore più amato al cinema o in televisione a Philipp Hochmair
- 2022 — Festival Internacional de Cine de Barcelona-Sant Jordi[3]
  - Miglior film
- 2022 — CIVIS Medienpreis[4]
  - Premio nella categoria Intrattenimento
- 2022 — New York Festivals TV & Film Awards[5]
  - Gold Award nella categoria Lungometraggi
- 2023 — Premio Adolf Grimme
  - Premio nella categoria Fiction[6]